# Хронувек
Хронувек (пол. Chronówek) — село в Польщі, у гміні Оронсько Шидловецького повіту Мазовецького воєводства.
Населення — 117 осіб (2011).
У 1975-1998 роках село належало до Радомського воєводства.

## Демографія
Демографічна структура станом на 31 березня 2011 року:
|          | Загалом | Допрацездатний вік | Працездатний вік | Постпрацездатний вік |
| -------- | ------- | ------------------ | ---------------- | -------------------- |
| Чоловіки | 66      | 15                 | 46               | 5                    |
| Жінки    | 51      | 13                 | 27               | 11                   |
| Разом    | 117     | 28                 | 73               | 16                   |